# JBL2 2012-13
JBL2 2012-13は、2012年10月13日から2013年3月まで、日本各地で行われたバスケットボールリーグである。

## 参加チーム
EAST
- TGI D-RISE
- 日立電線ブルドッグス
- 黒田電気ブリット・スピリッツ
- 東京海上日動ビッグブルー
- デイトリックつくば（新規参戦）
- 大塚商会アルファーズ（新規参戦）

WEST
- 豊田通商ファイティングイーグルス
- アイシン・エィ・ダブリュ アレイオンズ安城
- 兵庫ストークス
- レノヴァ鹿児島
- 石川ブルースパークス
- 豊田合成スコーピオンズ

## 試合方式

### レギュラーシーズン
- 12チームによる2カンファレンス制。同カンファレンス内4回戦総当り、別カンファレンス内2回戦総当りリーグ戦。
- 1月は全日本総合バスケットボール選手権大会による中断を経て、19日に再開される。
- 上位4チームがプレーオフに進出する。

### プレーオフ
- レギュラーシーズン上位4チームによるシーズンチャンピオン決定戦（トーナメント戦）を行う。
  - セミファイナル：カンファレンス（A)1位とカンファレンス（B）2位、カンファレンス（B）1位とカンファレンス（A）2位が戦う。
  - ファイナル：セミファイナルの勝者2チームが戦う。
  - 3位決定戦：セミファイナルの敗者2チームが戦う。

プレーオフは愛知県のパークアリーナ小牧で開催。

## 結果

### レギュラーシーズン順位
EAST
| 順位 | チーム名                   | 成績     | 勝率 |
| ---- | -------------------------- | -------- | ---- |
| 1    | TGI・Dライズ               | 23勝9敗  | .719 |
| 2    | デイトリックつくば         | 22勝10敗 | .688 |
| 3    | 日立電線ブルドッグス       | 15勝17敗 | .469 |
| 4    | 大塚商会アルファーズ       | 13勝19敗 | .406 |
| 5    | 黒田電気ブリットスピリッツ | 9勝23敗  | .281 |
| 6    | 東京海上日動ビッグブルー   | 1勝31敗  | .031 |

WEST
| 順位 | チーム名                                 | 成績     | 勝率 |
| ---- | ---------------------------------------- | -------- | ---- |
| 1    | 兵庫ストークス                           | 27勝5敗  | .844 |
| 2    | レノヴァ鹿児島                           | 26勝6敗  | .813 |
| 3    | 豊田通商ファイティングイーグルス         | 22勝10敗 | .688 |
| 4    | アイシン・エィ・ダブリュアレイオンズ安城 | 21勝11敗 | .656 |
| 5    | 豊田合成スコーピオンズ                   | 8勝24敗  | .250 |
| 6    | 石川ブルースパークス                     | 5勝27敗  | .156 |

### プレーオフ
セミファイナル
- TGI・Dライズ 63 - 73 レノヴァ鹿児島
- 兵庫ストークス 73 - 67 デイトリックつくば

3位決定戦
- デイトリックつくば 75 - 69 TGI・Dライズ

ファイナル
- 兵庫ストークス 87 - 80 レノヴァ鹿児島

### 最終順位
| 順位 | チーム名                      |
| ---- | ----------------------------- |
| 1    | 兵庫ストークス（WEST1位）     |
| 2    | レノヴァ鹿児島（WEST2位）     |
| 3    | デイトリックつくば（EAST2位） |
| 4    | TGI・Dライズ（EAST1位）       |

## JBL2アウォード
| 部門                         | 受賞者       | チーム         |
| ---------------------------- | ------------ | -------------- |
| MVP                          | 松崎賢人     | 兵庫ストークス |
| ルーキー・オブ・ザ・イヤー   | 道原紀晃     | 兵庫ストークス |
| コーチ・オブ・ザ・イヤー     | BT・テーブス | 兵庫ストークス |
| レフェリー・オブ・ザ・イヤー | 増渕泰久     |                |

### ベスト5
| P   | 受賞者             | チーム                 |
| --- | ------------------ | ---------------------- |
| G   | 松崎賢人           | 兵庫ストークス         |
| G/F | 大原健             | 豊田合成スコーピオンズ |
| F   | 中園隆一郎         | レノヴァ鹿児島         |
| F/C | ウィリアム・ナイト | 兵庫ストークス         |
| C   | ラマー・サンダース | デイトリックつくば     |

### リーダーズ
| 部門               | 受賞者                 | チーム       | 記録    |
| ------------------ | ---------------------- | ------------ | ------- |
| 得点               | 大原健                 | 豊田合成     | 23.47点 |
| アシスト           | 松崎賢人               | 兵庫         | 4.47本  |
| リバウンド         | ラマー・サンダース     | デイトリック | 15.25本 |
| 野投成功率         | マイケル・リファーズ   | 兵庫         | 69.16%  |
| フリースロー成功率 | 道原紀晃               | 兵庫         | 85.39%  |
| 3P成功率           | 高村和臣               | 石川         | 45.45%  |
| スティール         | ラマー・サンダース     | デイトリック | 2.03本  |
| ブロックショット   | ラマー・サンダース     | デイトリック | 1.44本  |
| ダンクシュート     | ラファエル・ジョンソン | レノヴァ     | 1.50本  |

## 備考
- 2013年度からナショナル・バスケットボール・デベロップメント・リーグ（NBDL）が開催されることとなり、JBL2として最後のシーズンとなる。
- 一方、石川はこのシーズンを最後に活動中止となる。日立電線もNBDL不参加となり、以降は関東実業団1部へ参戦する。